# ガスタンク

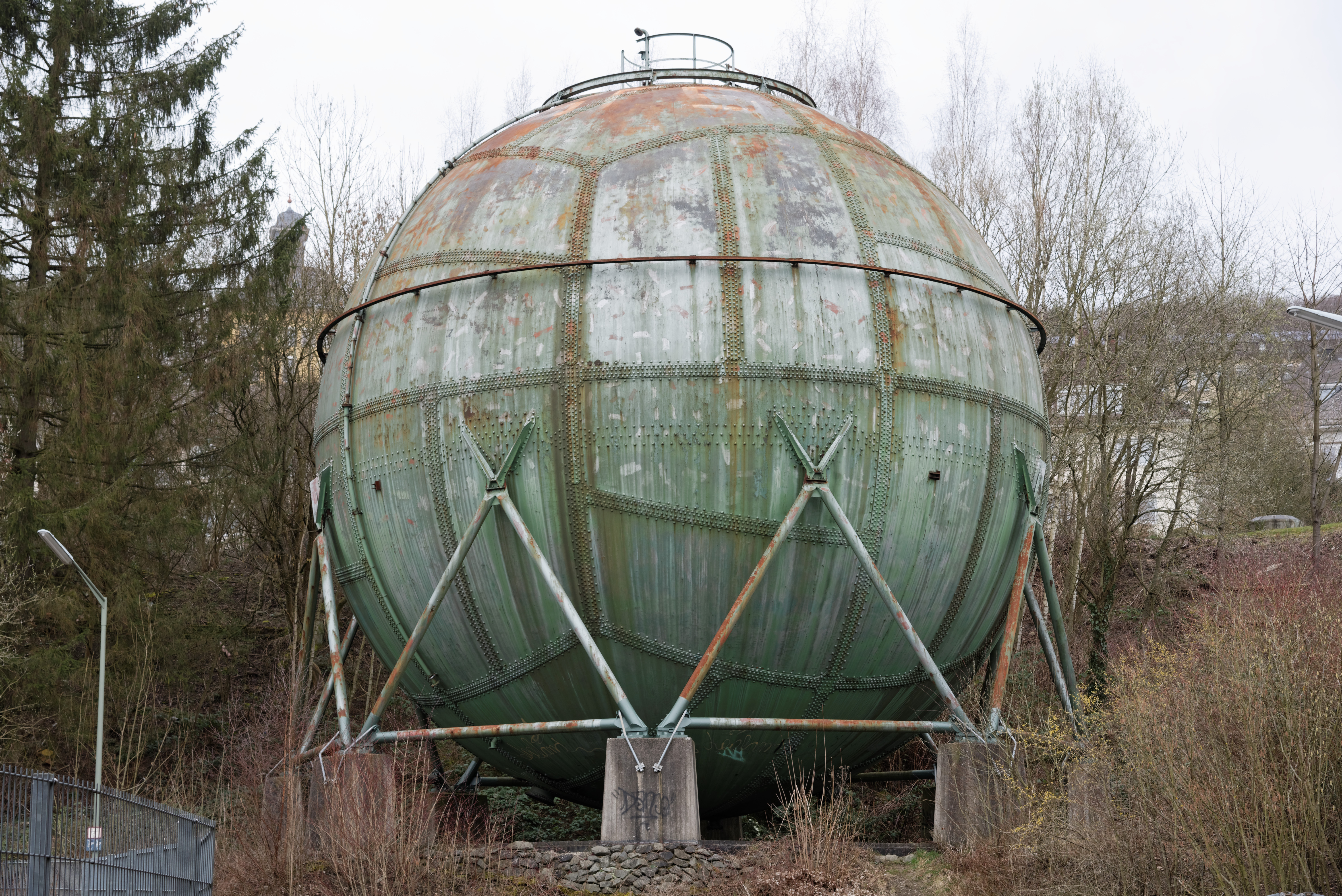
高圧ガスタンク（ドイツ、ジーゲン）

ガスタンクとは、気体用の貯蔵タンクの通称。正式にはガスホルダーという。
容積可変型（定圧）と、高圧型（定積、圧力可変）がある。容積可変型は、ピストンが昇降する等の、液体用のタンクと同様の円筒形（シリンダー）が多い。高圧型は球形が多く、容積可変型より小型化あるいは数を減らせるので、現代では多い。
サッカーボールやスイカ模様等に塗装されたものもある。

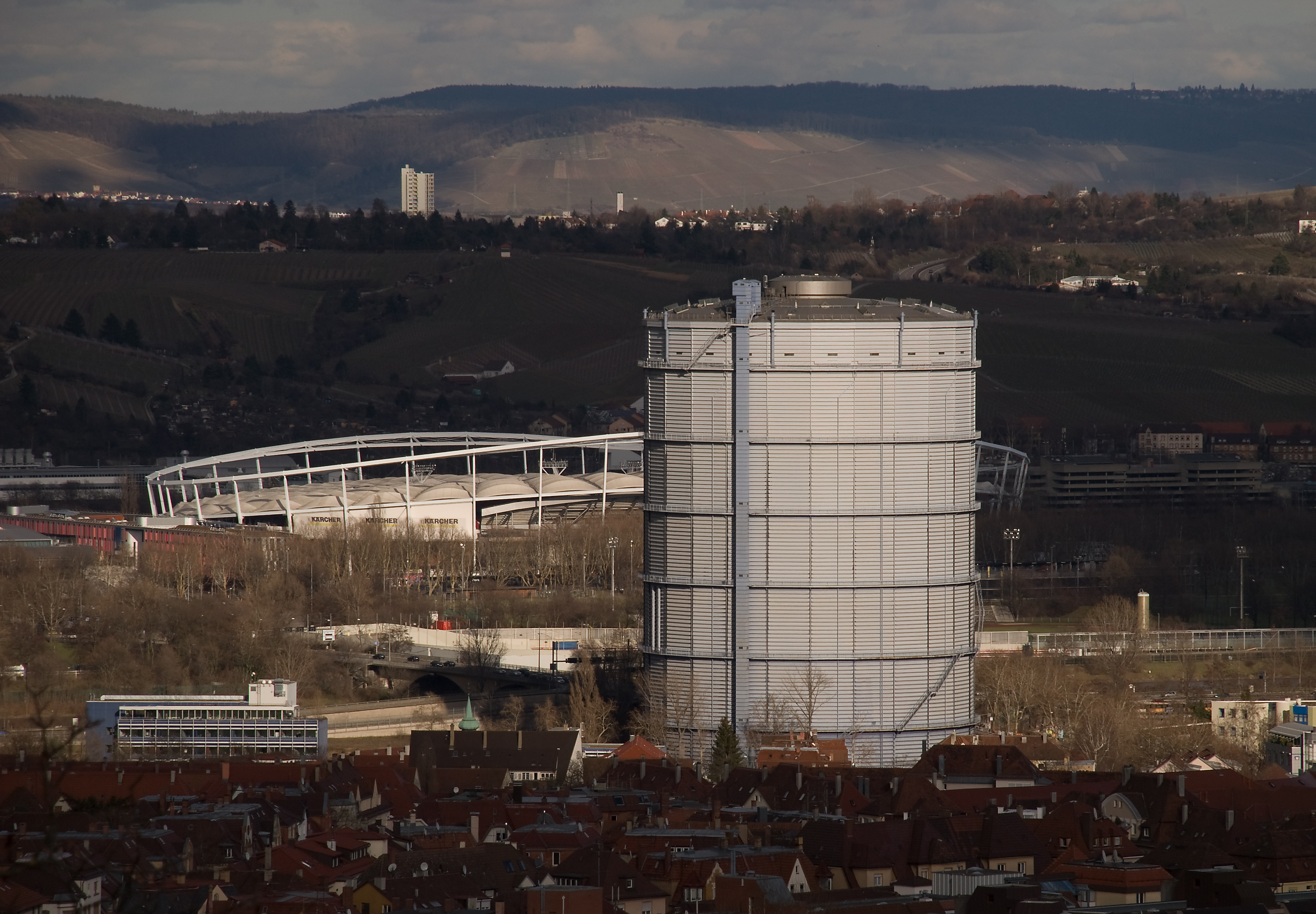
ドイツのガスタンク
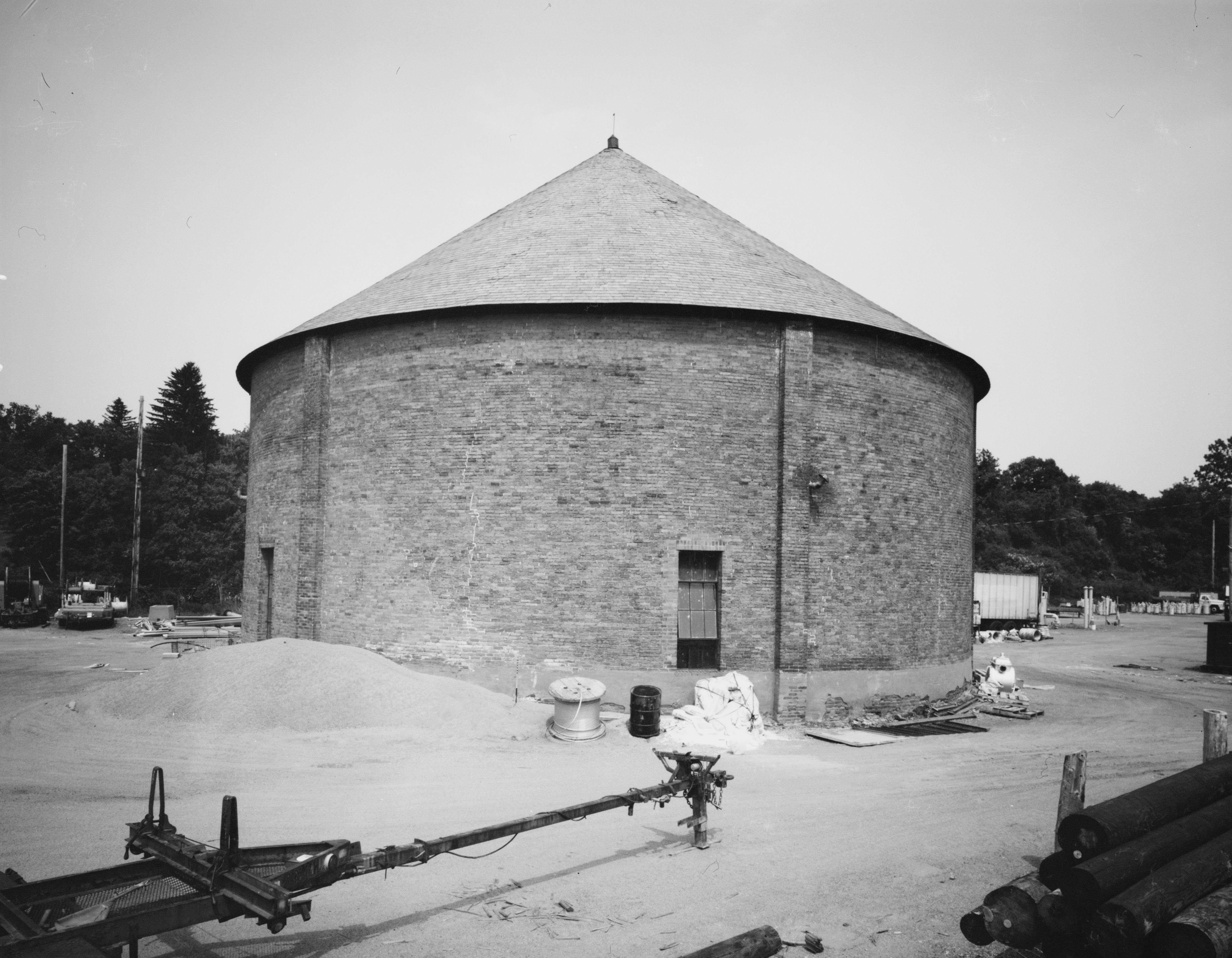
屋根つきガスタンク （サラトガ・スプリングズ）
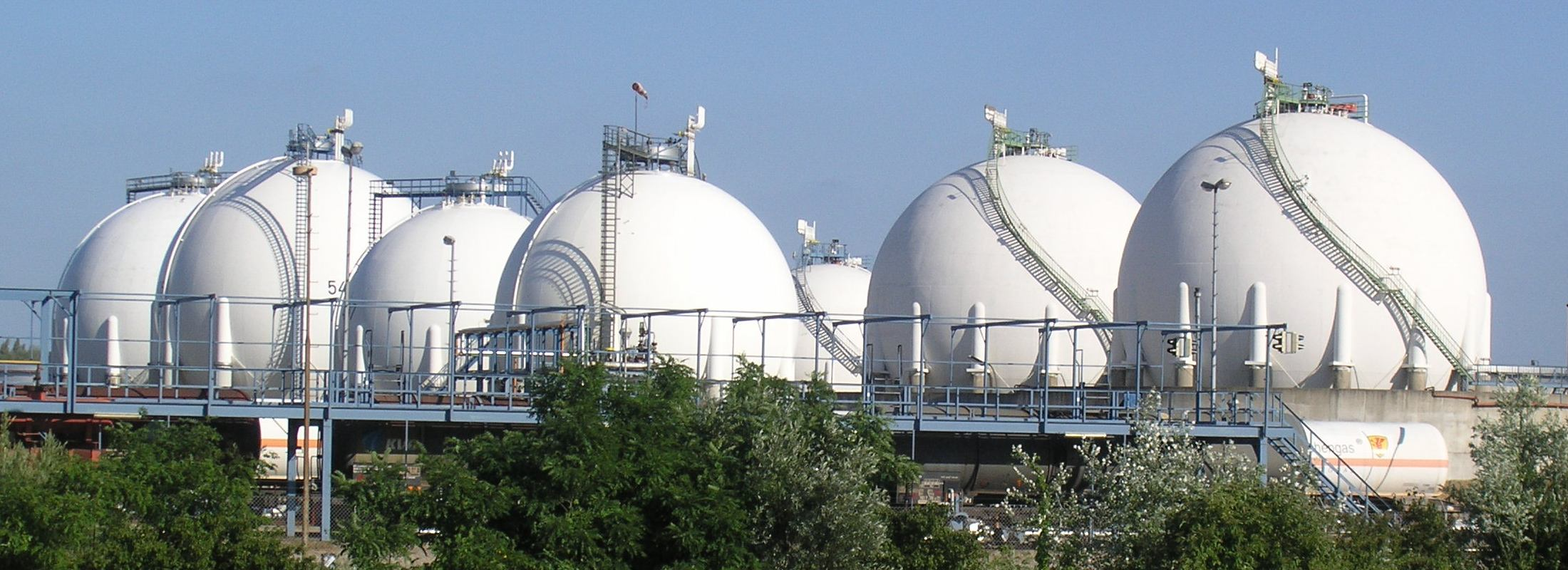
高圧ガスタンク
湿式容積可変ガスタンクの構造図
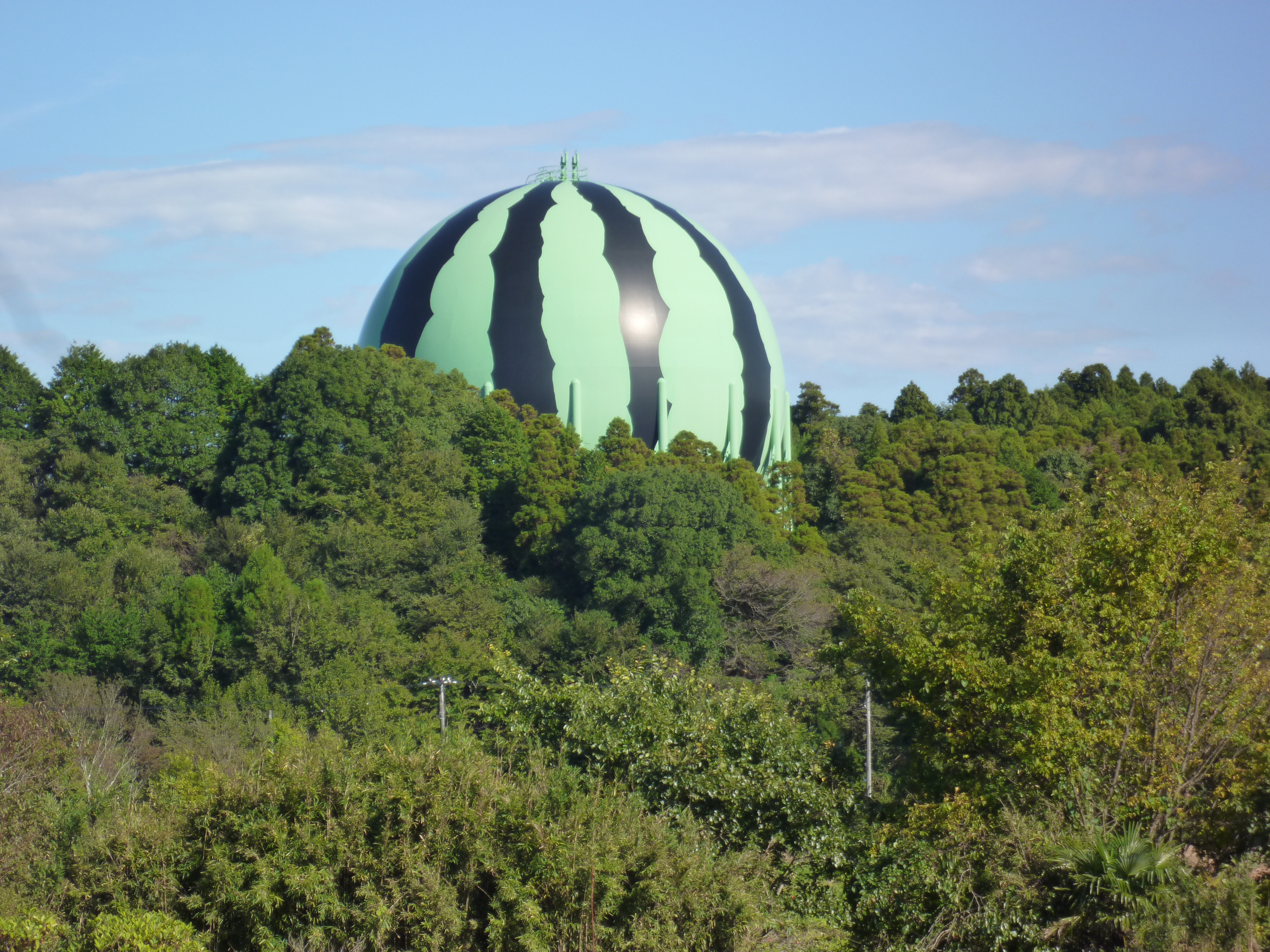
スイカ模様に塗装されている例 （東京ガス（旧千葉ガス）富里供給所）[注 1]
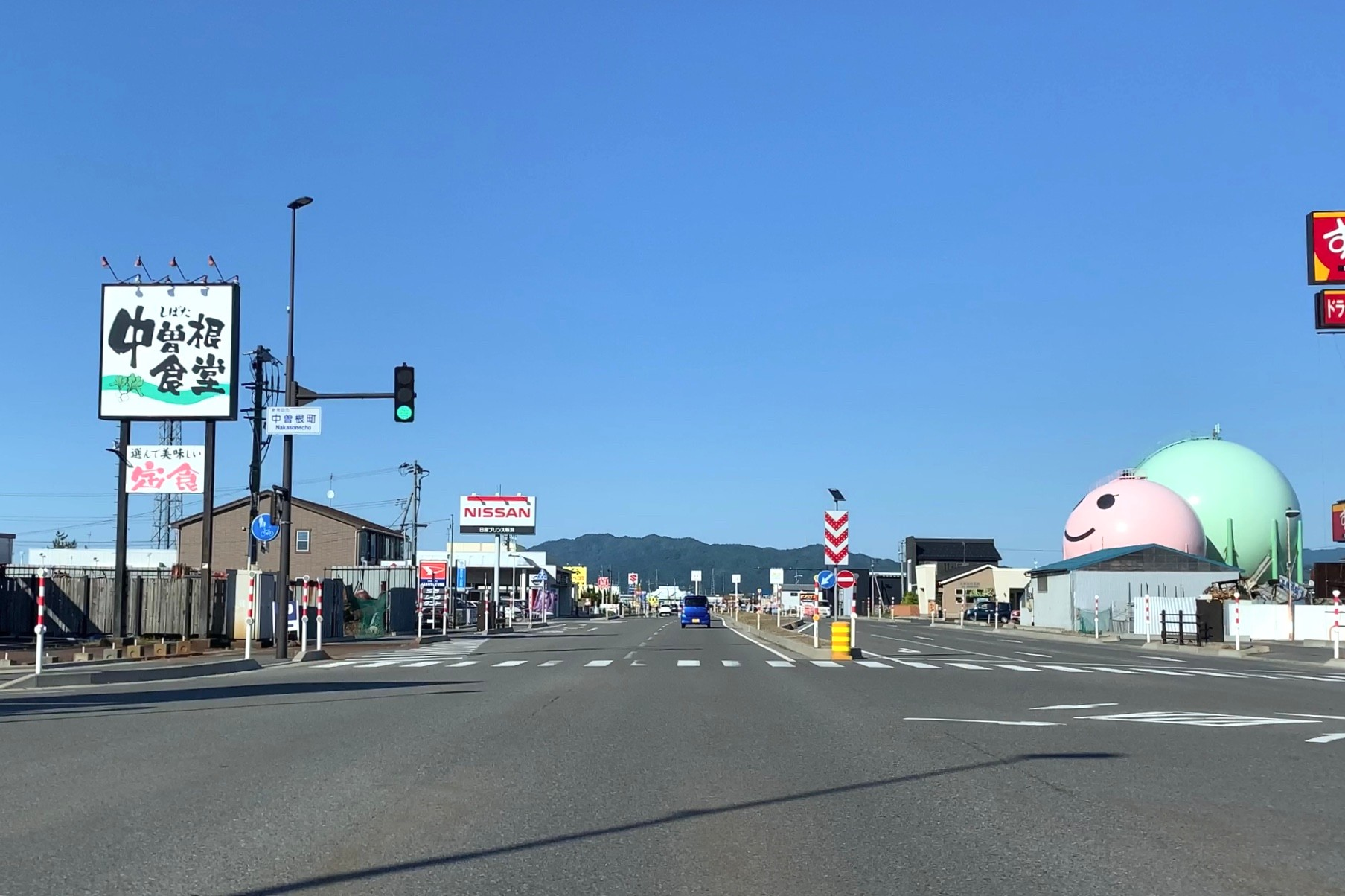
顔が描かれたガスタンク （新発田ガス、モモタン）